# مولد تحلیلگر لیمو
مولد تحلیلگر لیمو لیمو یک مولد تحلیلگر از پروژهٔ SQLite است که یک تحلیلگر LALR از یک گرامر ورودی مستقل از متن در زبان برنامه‌نویسی C تولید می‌کند. مولد کاملاً ساده است و در یک فایل منبع تکی C و فایل دیگری به‌عنوان قالب خروجی پیاده‌سازی شده‌است. تحلیل لغوی در خارج انجام می‌گردد.
لیمو بسیار شبیه به baison و yacc است گرچه با آن‌ها سازگار نیست. تفاوت فرمت گرامر ورودی باعث شده نتواند از خطاهای متداول در کد جلوگیری به عمل آید. از دیگر ویژگی‌های مشخص بازگشتی و امن بودن خروجی تحلیلگر است؛ و همچنین مفهومی به نام تخریب غیرپایانه‌ای‌ها که سعی می‌کند از استفاده بسیار زیاد حافظه جلوگیری کند.
SQLite از لیمو و یک کد دست‌نویس دریافت‌کنندهٔ tokenهااستفاده می‌کند تا رشته‌های SQL را تحلیل کند.